# Museum voor Moderne Kunst (Warschau)

Het Museum voor Moderne Kunst van Warschau of MSN (Pools: Muzeum Sztuki Nowoczesnej w Warszawie) is een museum voor moderne kunst in het Poolse Warschau. Het museum werd opgericht in 2005 en stelt tijdelijk tentoon in het Vistulapaviljoen. In 2006 werd een architectuuropdracht uitgeschreven voor een nieuw museumgebouw aan Plac Defilad. Het witbetonnen gebouw naar plannen van Thomas Phifer opent in 2024.